# Jotapijan
Jotapijan (? - ~249.), uzurpator na istoku tijekom vladavine rimskog cara Filipa Arapina.
Poznat je po vrlo rijetkim novčićima sa svojim likom, te zapisa Aurelija Viktora. Pobuna je započela u Siriji, pri kraju Filipone vladavine, ali su Jotapijana uskoro ubili vlastiti vojnici, najvjerojatnije za vladavine Decija.